# Anna Zofia z Saksonii-Gothy-Altenburga
Anna Sophie (ur. 22 grudnia 1670 w Gocie, zm. 28 grudnia 1728 w Rudolstadt) – księżniczka Saksonii-Gothy-Altenburga, od śmierci teścia – księcia Alberta Antoniego (15 grudnia 1710) księżna Schwarzburg-Rudolstadt. Pochodziła z rodu Wettynów.
Była najstarszą córką księcia Saksonii-Gothy-Altenburga Fryderyka I i jego pierwszej żony księżnej Magdaleny Sybilli z Saksonii-Weißenfels.
15 października 1691 w Gocie poślubiła przyszłego księcia Schwarzburga-Rudolstadt Ludwika Fryderyka I. Para miała trzynaścioro dzieci:
- Fryderyka Antoniego (1692–1744), kolejnego księcia Schwarzburga-Rudolstadt
- księżniczkę Amalię Magdalenę (1693–1693)
- księżniczkę Zofię Ludwikę (1693–1776)
- księżniczkę Zofię Julianę (1694–1776), zakonnicę
- księcia Wilhelma Ludwika (1696–1757)
- księżniczkę Krystynę Dorotę (1697–1698)
- księcia Alberta Antoniego (1698–1720)
- księżniczkę Emilię Julianę (1699–1774)
- księżniczkę Annę Zofię (1700–1780), przyszłą księżną Saksonii-Coburga-Saalfeld
- księżniczkę Dorotę Zofię (1706–1737)
- księżniczkę Magdalenę Sybillę (1707–1795), zakonnicę
- Ludwika Guntera II (1708–1790), również przyszłego księcia Schwarzburga-Rudolstadt

Została pochowana na zamku Friedenstein w Gocie.